# Klötze
Klötze è una città di 9 680 abitanti della Sassonia-Anhalt, in Germania.

Appartiene al circondario di Altmark Salzwedel (targa SAW).

## Storia
Il 1º gennaio 2010 sono stati aggregati alla città i comuni di Dönitz, Immekath, Jahrstedt, Kunrau, Kusey, Neuendorf, Neuferchau, Ristedt, Schwiesau, Steimke e Wenze.

## Geografia antropica

### Suddivisioni amministrative
Il territorio della città si divide in 12 consigli di zona (Ortschaft), che a loro volta comprendono più centri abitati (Ortsteil):
- Dönitz
  - Altferchau, Dönitz, Schwarzendamm
- Immekath
- Jahrstedt
  - Böckwitz, Jahrstedt
- Kunrau
  - Kunrau, Rappin
- Kusey
  - Kusey, Röwitz
- Klötze
  - Klötze, Nesenitz
- Neuendorf
  - Hohenhenningen, Lockstedt, Neuendorf, Siedentramm
- Neuferchau
- Ristedt
  - Neu Ristedt, Ristedt
- Schwiesau
- Steimke
- Wenze
  - Quarnebeck, Trippigleben, Wenze